# Rosario (prénom)
Rosario est un prénom, de genre masculin en italien et féminin en espagnol et portugais.

## Diminutifs

### Prénom féminin
- Pays hispaniques : Charo, Chari, Charito, Rosi[1].
- Italie : Rosaria, Rosarietta, Rosarina, Saria, Sara, Sarina.

### Prénom masculin
- États-Unis : Ross[2].
- Pays latins : Rosarino, Sario, Saro, Sarino, Saretto, Rino.
  - Sicile : Sario, Sarriddu[2].

## Origine
Provient de la dévotion pour Notre-Dame du Rosaire et de la fête instaurée en commémoration de la victoire de Lépante le 7 octobre 1571.
Ce prénom se retrouve surtout dans les régions méridionales de l'Italie comme la Sicile, la Calabre et la Campanie. Mais grâce à l'immigration italienne, ce prénom s'est diffusé également aux États-Unis, en France ou encore en Belgique.
En Espagne c'est un des nombreux prénoms donnés en référence aux divers vocables de la Vierge Marie, comme les prénoms de Dolores, Mercedes, Pilar.

### Traductions
- Français: Rosaire (masc.), mais Marie-Rosaire est un prénom féminin[3]
- Italien: Rosario (masc.), et Rosaria ou Maria Rosaria est un prénom féminin[4]
- Espagnol: Rosario o Maria del Rosario (fem.)
- Catalan: Roser o Maria del Roser (fem.)
- Portugais: Rosário o Maria do Rosário (fem.)[5]

## Fête
Rosario est fêté(e) le 7 octobre.

## Personnalités

### Histoire et politique
- Rosario Bentivegna, résistant et médecin.
- Rosario Crocetta, homme politique.
- Rosario Garibaldi Bosco, syndicaliste.
- Rosario Lanza, homme politique.
- Rosario Livatino, juge victime de la Mafia.
- Rosario Murillo, poétesse et femme politique.
- Rosario Nicoletti, homme politique.
- Rosario Nicolosi, homme politique.
- Rosario Romeo, historien et homme politique.
- Rosario Sánchez Mora, dite Rosario la Dynamiteuse, soldate de la Guerre d'Espagne.

### Art et spectacle
- Rosario Castellanos, poétesse.
- Rosario Dawson, actrice.
- Rosario Flores, actrice et chanteuse.
- Rosario Fiorello, acteur, comique, chanteur.
- Rosario Giuliani, saxophoniste.
- Rosario Mazzeo, clarinettiste.
- Rosario Miraggio, chanteur.
- Rosario Ortega, actrice et chanteuse.
- Rosario Weiss, peintre et graveuse.

### Science et entreprise
- Rosario Candela, architecte.
- Rosario Gagliardi, architecte.
- Rosario de Volontat, ingénieur.
- Rosario Spatola, entrepreneur et mafieux.

### Sport
- Rosario Couture, joueur de hockey sur glace.
- Rosario La Mastra, athlète.
- Rosario Murcia-Gangloff, coureuse de fond.
- Rosario Parmegiani, joueur de water-polo.
- Rosario Sánchez, athlète spécialisée en marche.

## Anecdote
Le prénom Rosario a connu un pic de popularité en France en 1967, avec 51 nourrissons ainsi appelés.